# مايك برادي
مايك برادي (بالإنجليزية: Mike Brady)‏ هو لاعب غولف أمريكي، ولد في 15 أبريل 1887 في Brighton, Boston ‏ في الولايات المتحدة، وتوفي في 3 ديسمبر 1972 في ديوندن في الولايات المتحدة.